# Сьодра Кваркен
Сьодра Кваркен или Южен Кваркен (на шведски: Sodra Kvarken; на фински: Ahvenanrauma) е проток в Балтийско море, сързващ южната (Боттенхав) част на Ботническия залив с откритата част на Балтийско море и разделящ териториите на Швеция на запад и Аландските острови на Финландия на изток.
Ширина около 40 km. Максимална дълбочина 244 m. Морските течения обичайно са в южно направление. Замръзва само в сурови зими, а през по-топли и меки зими се покрива с плаващи ледове. Най-голямо пристанище Хелставик на шведска територия.